# Instituto Suero de India
El Instituto Suero de India (en inglés: Serum Institute of India) es una empresa india fabricante de biotecnología y medicamentos. Es el mayor fabricante de vacunas del mundo. Está ubicada en la ciudad de Pune, India, y fue fundada por Cyrus Poonawalla en 1966. La compañía es una subsidiaria del holding Poonawalla Investment and Industries.

## Visión general
El Instituto Suero de India fue fundado en 1966 en Pune. La empresa fue fundada para producir inmunobiológicos que antes de su existencia se importaban a la India a precios elevados. Entre los primeros productos que el Serum Institute of India fabricó en grandes cantidades se encuentran la inmunoglobulina antitetánica, el antisuero de serpiente, la vacuna DPT y la vacuna triple vírica. Las líneas de productos de la compañía se expandieron para incluir diferentes tipos de vacunas contra infecciones bacterianas o víricas, vacunas combinadas, vacuna contra la influenza y vacuna meningocócica. Además de la vacuna, la empresa también fabrica sueros inmunológicos, plasma sanguíneo y productos hormonales. A partir de 2014, las vacunas fabricadas por el Serum Institute of India se han utilizado en programas internacionales de vacunación dirigidos por la Organización Mundial de la Salud (OMS), UNICEF y la Organización Panamericana de la Salud (OPS). Hoy en día, el Serum Institute of India está dirigido por el holding Poonawalla Group y se dedica a la investigación, el desarrollo y la fabricación.
En 2009, la empresa comenzó a desarrollar una vacuna intranasal contra la influenza porcina. La primera adquisición internacional de la compañía fue Bilthoven Biologicals, una compañía farmacéutica en Holanda, en 2012. En 2016, con el apoyo de Mass Biologics de la Facultad de Medicina de la Universidad de Massachusetts, con sede en los Estados Unidos, el Serum Institute of India inventó un agente antirrábico de acción rápida, el Anticuerpo Monoclonal Humano contra la Rabia (RMAb), también conocido como Rabishield.

## Desarrollo de la vacuna COVID-19
La compañía se asoció con la firma farmacéutica AstraZeneca, que está desarrollando AZD1222 en asociación con la Universidad de Oxford. Se informa que Instituto Suero de India proporcionaría 100 millones (10 crore) de dosis de la vacuna para India y otros países de ingresos bajos y medianos. Se estima que tiene un precio de ₹ 225 (alrededor de $ 3) por dosis. En septiembre de 2020, la Contraloría General de Drogas de la India, organismo regulador, detuvo los ensayos después de que un voluntario en Oxford desarrolló una enfermedad después de la vacunación, pero pronto se reanudaron después del consentimiento de los reguladores británicos. En diciembre de 2020, el Serum Institute of India buscó la aprobación de emergencia para la vacuna desarrollada con AstraZeneca que fue aprobada un mes después.
El Instituto también llegó a un acuerdo con Novavax para la producción de la vacuna NVX-CoV2373 para la India y otros países de ingresos bajos y medianos. La compañía también producirá la vacuna COVID-19 CDX-005 de Codagenix administrada por vía nasal.